# Anatoly Chukanov
Anatoliy Oleksiyovych Chukanov (em russo:  Анатолій Олексійович Чуканов; nascido em 10 de maio de 1954) é um ex-ciclista soviético.
Competiu com a equipe soviética nos Jogos Olímpicos de Verão de 1976, em Montreal, onde conquistou uma medalha de ouro na prova de contrarrelógio por equipes (100 km).